# Kuai Kuai

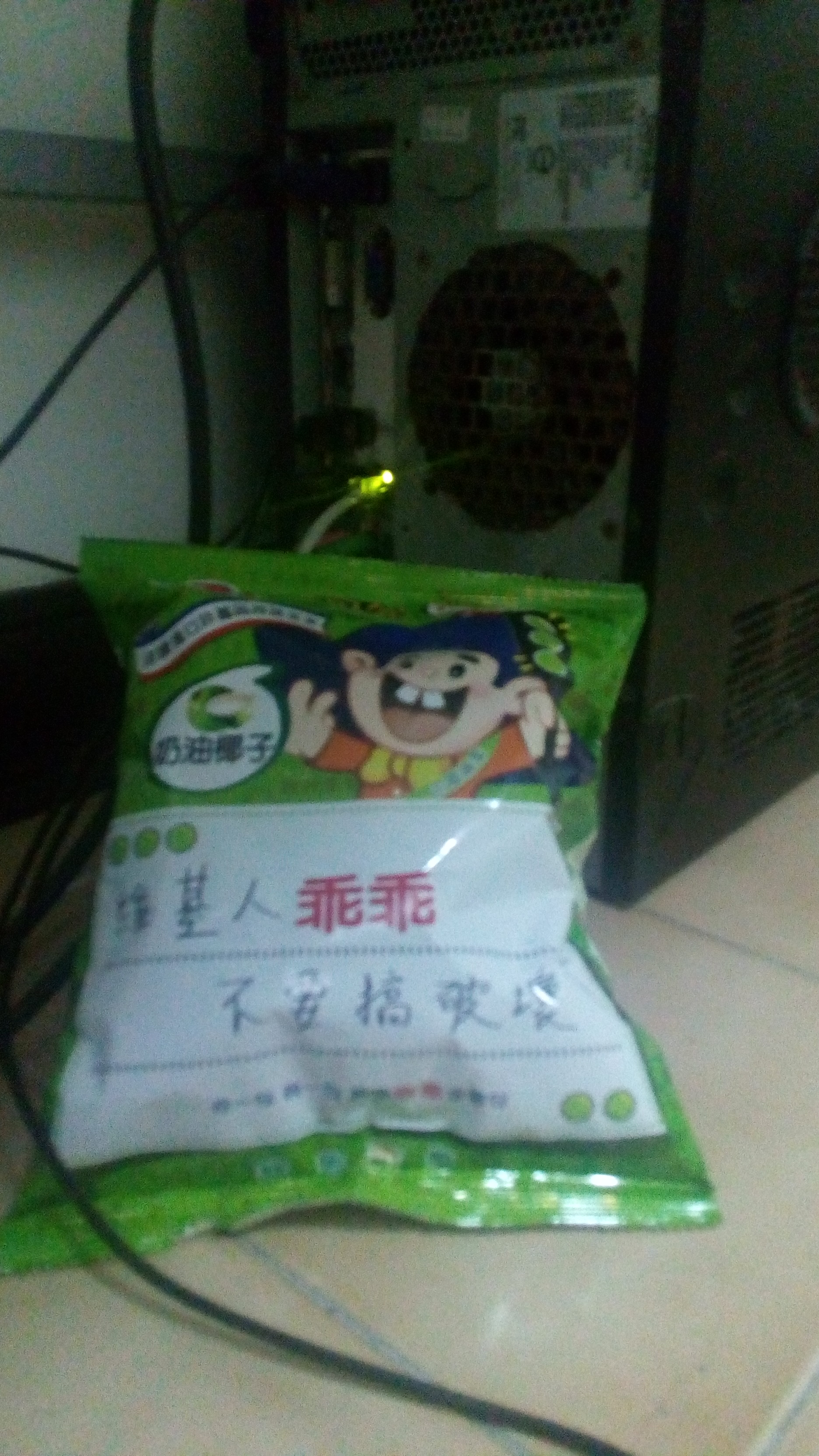
Una bossa de Kuai Kuai col·locada davant un ordinador personal, alguna gent de Taiwan creu que aquest aperitiu beneeix els ordinadors, assegurant que funcionin sense entrebancs. Els paquets deixen un espai en blanc abans i després de la paraula Kuai Kuai, per tal que cadascú pugui escriure el seu desig particular. A la bossa de la fotografia algú ha escrit "Viquipedistes porteu-vos bé. No la vandalitzeu." (維基人乖乖／不要搞破壞).

La tradició dels Kuai Kuai, també anomenada tradició dels Guai Guai, és una creença i una pràctica supersticiosa practicada a Taiwan, basada en col·locar bosses d'aperitius de la marca comercial Kuai Kuai (乖乖) al davant o a sobre dels ordinadors. Els informàtics creuen que el nom de l'aperitiu - Kuai Kuai - què en xinés vol dir obedient o que es porta bé, fa funcionar la màquina correctament i sense entrebancs. Per tant, no és difícil trobar bosses de Kuai Kuai a diversos llocs de treball arreu de l'illa. Al llarg dels anys, les normes d'aquesta superstició s'han anat tornant més concises i estrictes, com l'obligació de fer servir només bosses de color verd, així com vigilar que l'aperitiu estigui en bon estat.

## Influència cultural
L'empresa Kuai Kuai es va fundar l'any 1968. Kuai Kuai fabrica sobretot galetes i crispetes de blat de moro; entre aquests productes, hi ha una línia de crispetes amb el nom de l'empresa, que són les usades tradicionalment.
La pràctica de decorar les màquines amb aquests aperitius es va documentar l'any 2008. Aquesta tradició no es limita només a les empreses informàtiques de Taiwan, sinó que també s'expandeix a d'altres indústries. Les bosses de Kuai Kuai es col·loquen en llocs tan diversos com servidors, caixers automàtics, màquines de venda de tiquets, sistemes de control, i fins i tot als peatges. Se n'han vist també a un computer center una oficina del Ministeri d'Afers Socials, una construcció sostenible, una comissaria, un hospital, un centre pediàtric, un centre de violència domèstica i prevenció d'agressions sexuals, una sala d'edició, un cinema, al registre de la propietat, i a les sales dels exàmens nacionals. És també una de les poques excepcions a les normes d'ordinadors o servidors, on normalment no deixarien entrar menjar.
Algunes persones consideren que aquesta tradició no és res més que una dèria supersticiosa, però d'altres hi creuen fermament, com per exemple el director Chi Po-lin. En una entrevista va afirmar: "escric el meu nom (a la bossa) i jo no m'ho prenc a broma." Tot I això, el viceprofessor de la Universitat de Ciència I Tecnologia de la ciutat de Taipei, Jiang Tsan-Teng (江燦騰), assenyalà que els efectes que la gent atribueix a les bosses de Kuai Kuai poden ser una simple coincidència i que aquest aperitiu només és un placebo pels enginyers.

## Tradicions
La manera correcta de col·locar les bosses de Kuai Kuai és força estricta. Atès que el llum del pilot es torna verd, quan un ordinador està funcionant bé, la bossa hauria de ser necessàriament de color verd (que són les que tenen gust de coco). Contràriament, el color groc i el color vermell representen anomalies i, per tant, no s'haurien de fer servir ja que atraurien els errors. Una vegada, al maig de 2017, durant la tramitació de les declaracions de la renda, el Ministeri de Finances de Taiwan va col·locar bosses de Kuai Kuai als seus sistemes informàtics per intentar que aquests, que estaven saturats, a causa de l'excés de sol·licituds que rebien, funcionessin correctament. Desgraciadament, els treballadors del ministeri van comprar bosses de color groc, fet que va provocar crítiques per part de força internautes taiwanesos. La congressista del Kuomintang Lu Shiow-Ien (盧秀燕), tot revisant esborranys de les actes del parlament, va remarcar que el Ministeri de Finances hauria d'actuar d'acord amb les tradicions i no cometre errors a l'hora d'escollir el color de la bossa. La pròpia empresa proposa noves tradicions al voltant de les bosses de Kuai Kuai. Les bosses de color verd serien per als ordinadors i els servidors. Les bosses de color groc simbolitzen l'or i la riquesa, per tant serien bones per a les institucions financeres i bancàries. Les bosses de color vermell representen l'amor. L'empresa ven edicions limitades d'aquest color pel dia de la Mare i pel dia dels enamorats.

#### Tradicions més habituals
- S'ha de vigilar que les crispetes siguin del color que toca, però també que no estiguin caducades.
- És important no fer servir bosses de Kuai Kuai en mal estat. Si les crispetes s'han fet malbé, s'han de llençar a la brossa i comprar-ne de noves.
- Cal comprovar que les bosses no estiguin trencades, per evitar que les rates o les paneroles es mengin les crispetes.
- El més important és que no està permès obrir la bossa i menjar-ne les crispetes, tampoc està permès que siguin substituïdes per altres aperitius.

Algunes cadenes de noticies a Taiwan han arribat a afirmar que determinats accidents s'havien produït per no haver fet servir les Kuai Kuai degudament.

## Col·laboracions

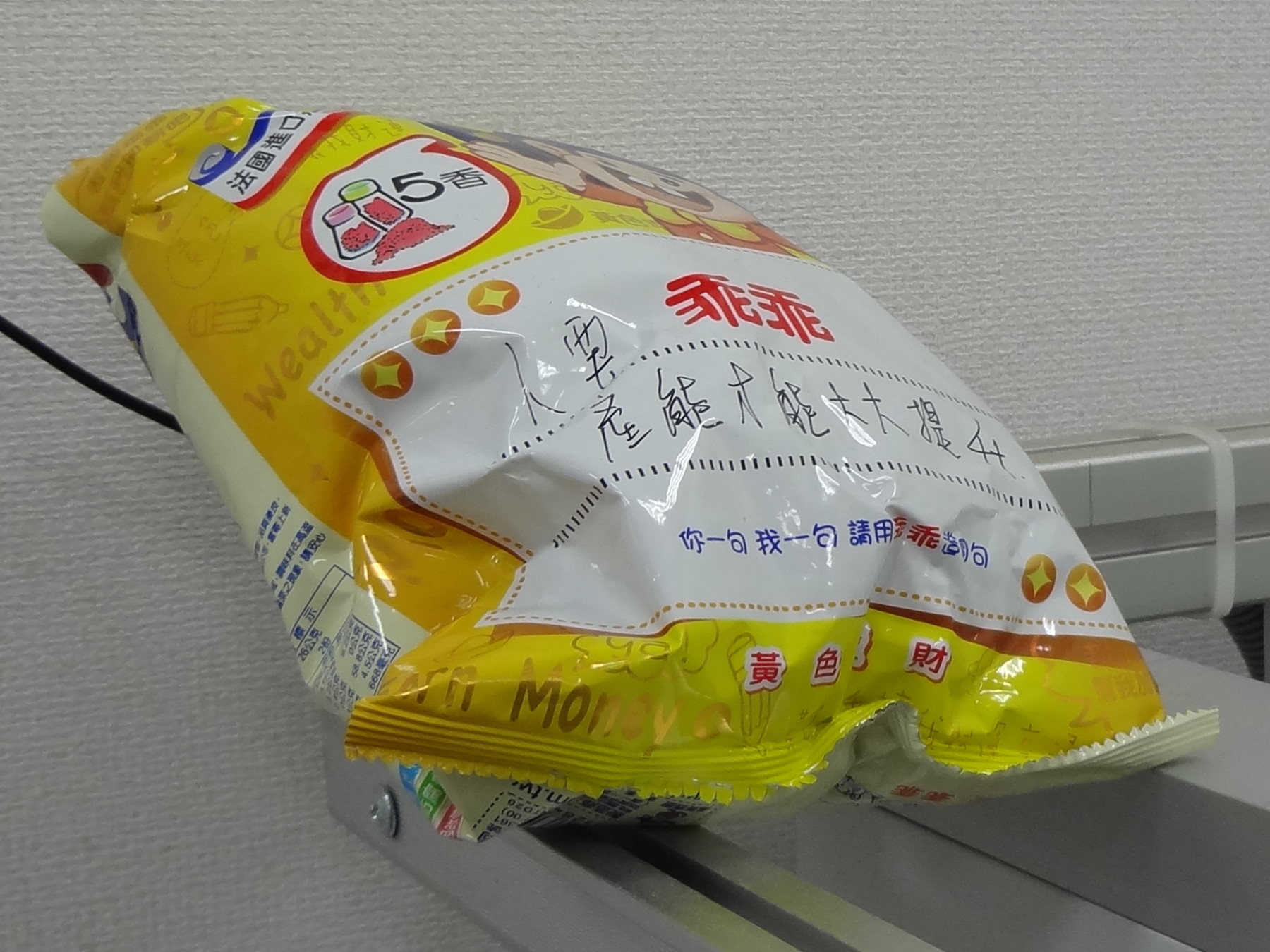
Una bossa de Kuai Kuai amb gust de cinc espècies en una cinta transportadora.

La tradició de les Kuai Kuai sovint es relaciona amb les màquines i els ordinadors, per tant és considerada una part essencial en la cadena de distribució de la indústria de la informàtica a Taiwan. L'any 2016, el terratrèmol a Kaohsiung va avariar la cadena de muntatge de l'empresa TSMC al Parc Científic del Sud de Taiwan, els enginyers de l'empresa van encarregar una edició especial de Kuai Kuai tant bon punt van reparar la cadena de muntatge, per tal que els operaris poguessin seguir treballant. Aquestes bosses personalitzades duien imprès "FAB14A 222K limited edition" (FAB14A 222K限定) així com la mascota de l'empresa, una espàtula menor;. Les bosses d'edició limitada es van vendre per internet a un preu vint vegades superior a l'original. Després d'això, altres empreses d'informàtica van encarregar també edicions personalitzades de Kuai Kuai. Per exemple, la branca de Microsoft a Taiwan ha col·laborat amb Kuai Kuai per a crear una edició especial de les crispetes "d'Arròs inflat del Paó" (孔雀香酥脆); al Març del2017. Quan es va inaugurar el metro de l'aeroport de Taoyuan, l'empresa del metro va encarregar 60,000 bosses de color verd on hi posava, "Agafa el metro, estalvia temps" (乖乖搭捷運，省時又快捷) per a regalar-les al públic. El banc Chung-Hua també ha col·laborat amb Kuai Kuai per fer bosses de color daurat amb crispetes amb gust de cinc espècies.
Al Juny de 2017, quan el parc temàtic Europa-Park va anunciar la inauguració d'un cinema volador anomenat Voletarium, es van col·locar bosses de Kuai Kuai a la roda de premsa. Els representants del parc volien presentar aquests aperitius com una tradició sorprenent de Taiwan". Brogent, l'empresa a càrrec del Voletarium, exigeix que tot l'equipament que s'instal·li fora de Taiwan i que pertanyi a la seva empresa, ha de tenir bosses Kuai Kuai; fins i tot aporten instruccions detallades sobre com fer-les servir escrites als seus contractes.
Abans del llançament del Formosat-5, el primer satèl·lit de vigilància òptica remota autòcton taiwanès, el personal dels Laboratoris Nacionals de Recerca Aplicada van apilar Kuai Kuai al voltant del model de satèl·lit, per demanar que tot anés bé durant el procés de llançament. Aprofitant l'ocasió, l'empresa Kuai Kuai va dissenyar una edició especial amb ajuda dels treballadors del laboratoris on hi posava, "Totes les vistes espectaculars de l'espai exterior les captarem amb la nostra lent" (太空浩瀚無垠，乖乖盡收眼底).